# Joachim Liebig

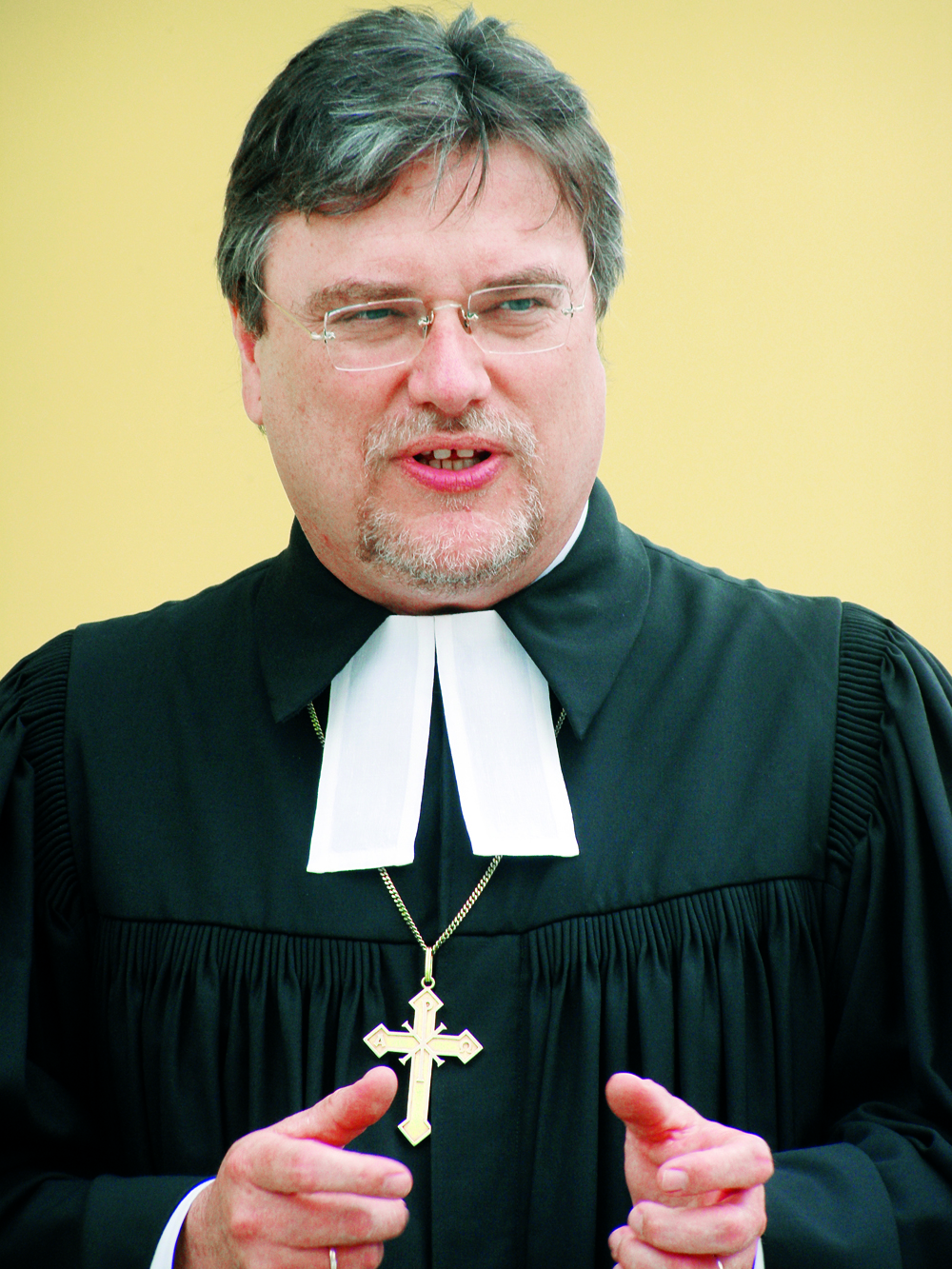
Kirchenpräsident Joachim Liebig

Joachim Liebig (* 1. März 1958 in Hildesheim) ist ein evangelischer Theologe und war vom 1. Januar 2009 bis zum 29. Februar 2024 Kirchenpräsident der Evangelischen Landeskirche Anhalts mit Sitz in Dessau.

## Leben und Wirken
Joachim Liebig studierte ab 1978 evangelische Theologie an der Kirchlichen Hochschule Bethel und in Hamburg und absolvierte 1985 bis 1987 sein Vikariat in der Evangelisch-lutherischen Landeskirche Schaumburg-Lippe. Er leistete ein Praktikum in Schellerhau im Osterzgebirge und sammelte Auslandserfahrung in England und Frankreich. Nach dem zweiten theologischen Examen 1987 wurde Liebig die Pfarrstelle in der Kirchengemeinde Frille nahe Minden übertragen.
Zwischen 1989 und 2000 übernahm er neben seiner Arbeit als Pfarrer – wie in Schaumburg-Lippe üblich – zahlreiche, zeitlich befristete Zusatzbeauftragungen. Er war unter anderem zehn Jahre lang Pressesprecher der Landeskirche Schaumburg-Lippe, vier Jahre lang Landesjugendpastor, er war Gründer und langjähriger Vorsitzender der regionalen Bibelgesellschaft. 2000 wurde Liebig zum Superintendenten des Kirchenbezirks West (12 Pfarrstellen) ernannt. Bis Jahresende 2007 war er Präsident der Landessynode in Schaumburg-Lippe und hat dann auf eigenen Wunsch für die folgende Synodalperiode nicht mehr kandidiert. Bis Ende 2008 war er Präsident der Synode der Konföderation Evangelischer Kirchen in Niedersachsen.
Am 14. November 2008 wurde Joachim Liebig von der Landessynode der Evangelischen Landeskirche Anhalts als Nachfolger von Helge Klassohn zum Kirchenpräsidenten gewählt. Liebig trat das Amt am 1. Januar 2009 an.
Joachim Liebig ist mit der Arzthelferin Andrea Liebig verheiratet und Vater von drei erwachsenen Kindern. Er ist Mitglied im Vorstand des Anhaltischen Heimatbundes, Vorsitzender der Anhaltischen Landschaft e. V., Vorsitzender des Evangelischen Presseverbandes in Mitteldeutschland, stellvertretender Vorsitzender des Missionsrats des Berliner Missionswerkes und Mitglied im Aufsichtsrat des Gemeinschaftswerkes der Evangelischen Publizistik (GEP).